# 篠崎双葉
篠崎 双葉（しのざき ふたば）は日本の女性声優。主にアダルトゲームに声をあてている。

## 出演
太字は主役・メインキャラクター。

### 一般向ゲーム
- この青空に約束を― てのひらのらくえん（2009年、浅倉奈緒子）
  - この青空に約束を―（2015年、浅倉奈緒子）- PS Vita移植版
- W.L.O. 世界恋愛機構（2010年、早川眞梨子[1]）- Xbox 360移植版

### 18禁PCゲーム

#### 2000年代
- 斬魔大聖デモンベイン（2003年、ナイア[2]）
- 最終試験くじら（2004年、久遠寺櫻子）
- この青空に約束を―（2006年、浅倉奈緒子[3]）- Windows 8対応新装版（2015年発売）
- フォセット - Cafe au Le Ciel Bleu -（2006年、浅倉奈緒子）
- Xross Scramble（2007年、浅倉奈緒子）
- 車輪の国、悠久の少年少女（2007年、アリィ・ルルリアント・法月）
- 続・殺戮のジャンゴ -地獄の賞金首-（2007年、リリィ・サルバターナ）
- 桃華月憚（2007年、鏡映子、あげは、たては、せせり）
- オトメクライシス（2008年、浅倉奈緒子）
- W.L.O. 世界恋愛機構（2009年、早川眞梨子）

#### 2010年代
- 俺の彼女はヒトでなし（2010年、三隅律子[4]）
- 車輪の国、向日葵の少女（2010年、アリィ・ルルリアント・法月[5]）
- りとるらびっつ -わがままツインテール-（2010年、井上リナ[6]）
- 11eyes -Resona Forma-（2011年、教皇ヨハンナ[7]）
- トリック・オア・アリス（2012年、ハートの女王[8]）
- 真剣で私に恋しなさい!S（2012年、九鬼局[9]）
  - 真剣で私に恋しなさい!A-2、A-3（2013年 - 2014年、九鬼局）- 2作品
- 倉野くんちのふたご事情（2012年、倉野佐枝[10]）
- 魔導巧殻 〜闇の月女神は導国で詠う〜（2013年、アル[11]）
- 相州戦神館學園 万仙陣（2015年、長瀬健太郎）

### ドラマCD
- この青空に約束を― メモリアルストーリーズ（2007年、浅倉奈緒子）

## ディスコグラフィ

### キャラクターソング
| 発売日        | 商品名                                       | 歌                                                                                 | 楽曲                   | 備考                                            |
| ------------- | -------------------------------------------- | ---------------------------------------------------------------------------------- | ---------------------- | ----------------------------------------------- |
| 2006年3月31日 | この青空に約束を― オリジナルサウンドトラック | つぐみ寮寮生会合唱団（石川乃奈、河合春華、草柳順子、北都南、篠崎双葉、紫苑みやび） | 「さよならのかわりに」 | PCゲーム『この青空に約束を―』エンディングテーマ |